# Chiesa di Santa Maria Assunta (Rovato)
La chiesa di Santa Maria Assunta è la parrocchiale di Rovato, in provincia e diocesi di Brescia; fa parte della zona pastorale della Franciacorta.

## Storia
La primitiva chiesa di Rovato era dedicata a San Giorgio ed era esistente già nel VI secolo. Nel 1395 è attestata, invece, una chiesa dedicata alla Vergine Maria, che divenne collegiata nel 1479. La nuova chiesa venne edificata tra il 1585 ed il 1592 su progetto di Giulio Todeschini, eretta ad arcipretale dal vescovo Marino Giorgi il 27 maggio 1599 e consacrata nel 1625. Nel 1766 fu costruita la cappella laterale del Santissimo Sacramento, nel 1770 collocato l'altar maggiore e nel 1809 realizzato il nuovo organo. Nel 1824 venne eretta la nuova sagrestia, più ampia della precedente e, tra il 1853 ed il 1854, la chiesa fu decorata, per volere del parroco don Carlo Angelini, da Antonio Guadagnini, Angelo Inganni e Tommaso Castellini. Nel 1902 fu realizzata la cappella del Sacro Cuore di Gesù e, otto anni dopo, decorata quella del Santissimo Sacramento. Nel 1980 l'organo venne restaurato dalla ditta Piccinelli e, negli anni novanta, la parrocchiale fu completamente ristrutturata.